# Réalisme structurel
 (octobre 2010).
 (juillet 2022).
- Si vous ne connaissez pas le sujet, laissez ce bandeau (vous pouvez alors contacter les auteurs).
- Si vous supprimez le contenu mis en cause (vous pouvez préalablement contacter les auteurs),

argumentez précisément cette suppression dans la page de discussion
(un manque de référence n'est pas un argument ; une recherche réelle de référence doit avoir été effectuée, être formellement documentée).
 (juillet 2022).
Si vous disposez d'ouvrages ou d'articles de référence ou si vous connaissez des sites web de qualité traitant du thème abordé ici, merci de compléter l'article en donnant les références utiles à sa vérifiabilité et en les liant à la section « Notes et références ».
Le réalisme structurel ou structuralisme  se définit par :
- le terme « réalisme » explicite la première hypothèse de base du réalisme structurel, c’est-à-dire qu’il existe un monde indépendant de soi (mind independent). Le réalisme structurel ne prend donc pas en considération la causalité mentale ou toute forme d’anthropocentrisme ;
- « la structure est l’ensemble des éléments en relation, et le structuralisme est le point de vue qui se focalise sur les relations entre les éléments comme distinctes des éléments eux-mêmes[1]. ».

## Réalisme structurel épistémique et ontique
Le réalisme structurel est la réalité ontologique de la structure. La structure est une « entité » autant « réelle » que les éléments en elle. 
Des discussions existent encore autour de la définition physique de la structure. La structure est l’ensemble des relations qui la composent, et la relation est donnée, selon John Worrall (1989), par les formules mathématiques de la physique. L’article de ce dernier a relancé la discussion sur le réalisme structurel. Worrall reprend Poincaré qui affirme que les relations sont la seule chose que nous pouvons connaître du monde, derrière lesquelles se cachent des objets. Worrall place le réalisme structurel entre deux grands arguments. 
- Le premier est celui du No Miracle, qui veut que les sciences dures aient découvert les plans de l’Univers. Affirmer le contraire serait exiger que la science « fonctionne » par une série impressionnante de hasards.
- La contrepartie du No Miracle Argument est l’induction pessimiste. Celle-ci affirme que nous ne pouvons pas croire à la science parce qu’elle est en continuelle révolution. La relativité générale est l’exemple le plus évident. Celle-ci a remplacé celle de Newton. La gravité a courbé l’espace-temps dont la substantialité est une notion centrale pour la théorie de Newton. Comment alors affirmer que le stade actuel de la physique est définitif ?

Entre ces deux arguments se trouve le réalisme structurel de Worrall. L’analyse de la théorie de la lumière montre que quelque chose reste à travers les différentes révolutions scientifiques. Il s’agit d’une formulation mathématique. Ce sont quatre formules qui résistent à travers les changements de perspective sur la lumière. Cette dernière était considérée comme une particule, puis comme une ondulation de l’éther, puis comme un photon qui est onde et particule. L’effet que la lumière produit et la relation qui la représente n’ont pourtant pas changé. 
Le deuxième exemple que nous donne Worrall est sur les formules de la théorie de Newton qui sont encore vraies, mais seulement dans le cas limite, dans la théorie d’Einstein. Aussi dans ce cas, ce qui reste de la théorie de Newton sont des relations données par des formules mathématiques. Worrall se réfère à Poincaré pour affirmer que tout ce que nous pouvons connaître du monde sont les relations qui le composent, mais que nous ne pouvons rien connaître sur les relata, c’est-à-dire sur les objets, que la nature a pour toujours caché à nos yeux.

### Réalisme structurel épistémique
Le réalisme structurel épistémique de Worrall peut être résumé en quelques points :
1. Tout ce que nous pouvons connaître du monde sont les relations.
Justification : Les objets microscopiques, qui ne peuvent pas être observés, ne peuvent pas être connus directement. Nous ne pouvons les connaître qu'en les mettant en relation avec d’autres entités microscopiques. Plus généralement, la connaissance directe des objets est impossible (argument qui date déjà de Kant). Deuxièmement, l’histoire de la science a plusieurs exemples d’entités qui ont disparu, par exemple le phlogiston. La notion de relation physique devient alors plus solide que celle d’objet ;
2. Les relations ont une réalité ontologique.
Justification : Les deux exemples ci-dessus, celui de Newton et Einstein et celui de Maxwell et Fresnel. C’est la deuxième hypothèse de base du réalisme structurel ;
3. Le réalisme structurel se situe entre le No Miracle Argument et l’induction pessimiste.
Le principal problème du réalisme structurel est l’objection de Newman. Celui-ci affirme que pour un quelconque agrégat A, un système de relations entre ses éléments peut être trouvé, qui possède n’importe quelle structure compatible avec la cardinalité de A.
Worrall accepte cette critique. Il est d’accord avec les propositions de Ramsey. Celles-ci éliminent tous les termes théoriques et les remplacent par des prédicats des variables existentiels. Si la formalisation d’une théorie dans un langage mathématique de premier ordre est la suivante : ø(O1…On ; T1…Tm), alors la formulation correspondante de Ramsey est : t1…  tm, ø(O1…On ; t1… tm). Cela revient à affirmer que tout ce que nous pouvons savoir des objets que la Nature a pour toujours cachés à nos yeux, est qu’ils existent (quantificateur existentiel).
En conclusion, le monde est constitué par les relations et les relata. Ces derniers sont impossibles à connaître. Mais alors pourquoi croire qu’ils existent ? C’est la question que se pose le réalisme structurel ontique ou métaphysique. Pourquoi ajouter à l’ontologie du monde des relata dont le statut est ambigu, et dont nous ne pouvons rien savoir. Comment alors nous pouvons être certains qu’ils existent ? 

### Réalisme structurel ontique
Le réalisme structurel ontique, dont les principaux représentants sont French et Ladyman, soutient que tout ce qu’il y a de réel dans le monde sont les relations. Les objets-relata sont des entités heuristiques. Ils sont très utiles pour le progrès de la science, mais ils n’existent pas ontologiquement. 
Il existe quatre facteurs donnés par la physique qui nous obligent à conceptualiser différemment les objets.
1. Sous-détermination métaphysique 
- Nous ne pouvons pas déterminer la position et la vitesse de l’électron par la même expérience.
- Nous ne pouvons plus suivre la trajectoire des électrons ni d’aucun quark, mais nous avons besoin du probabilisme pour en connaître la position.
- Nous n’avons aucune façon de distinguer deux électrons.

2. L’invariance
- La caractérisation mathématique de la notion d’objectivité.
- Les particules élémentaires sont des ensembles de quantités qui restent invariantes sous les transformations symétriques de groupes.

3. La discontinuité ontologique
- Elle est donnée par la disparition de plusieurs « objets » physiques au cours de l’histoire de la science (atome, phlogiston, éther…).

4. L’argument de la dérivation
- Nous pouvons dériver toutes les propriétés des particules élémentaires à partir des propriétés du champ quantique, mais pas l’inverse.
- Les fluctuations du vide. Le vide doit être conceptualisé différemment du vide total, ou de l’absence de toute existence. La nouvelle conception physique du vide est qu’il s’agit du minimum énergétique d’un système donné.

Une évaluation sérieuse de ces quatre arguments nous oblige à conceptualiser différemment les objets. French et Ladyman proposent l’élimination définitive de la notion d’objet. Pourtant, ils ont été critiqués par Psillos, Cao, Pooley et Chakravartty. 
- Psillos ne veut pas admettre que le réalisme structurel ontique puisse permettre la causalité. Selon lui, une considération structurelle ne permet pas de différencier la cause et l’effet.
- Cao se demande comment avoir une objectivité sans les objets et si la considération purement structurelle de la Nature permet des propriétés qualitatives.
- Le principal argument de Pooley est que l’identité primitive de l’objet est garantie au moins numériquement.
- Chakravartty soutient que pour éliminer définitivement le concept de l’objet, il faut être sûr que tout ce qui est contenu dans la notion d’objet n’est pas réel. Bref, Chakravartty affirme que les quatre arguments qui forment la base pour la nouvelle conceptualisation des objets ne sont pas suffisants. Il soutient que nous n’avons pas besoin d’un nouveau concept d’objet et que la seule différence entre les objets du monde macroscopique et ceux du monde microscopique est la longueur de la chaîne qui relie l’observateur (nous) aux objets observés.

French et Ladyman ont essayé de revoir leur position avec l’affirmation que les relata sont donnés par le croisement de relations, peut-être en réponse à l’argument de la cohérence de Chakravartty (2003), qui affirme qu'il y a l’évidence empirique que certains groupes de propriétés tendent à se présenter toujours ensemble. Cette explication provoque de nouvelles questions, à savoir si les relations s’inter-influencent.

## Critique du réalisme structurel
On peut distinguer deux degrés de la critique au réalisme structurel ontique. 
- Le premier porte sur la question de l’élimination définitive de la notion d’objet.
- Le deuxième porte sur une conceptualisation différente de cette notion.

Toute la critique faite au réalisme structurel ontique ne touche pas la deuxième affirmation, donc la nécessité d’une conceptualisation différente de l’objet. Quoi que ce soit que la physique quantique est en train de découvrir, ce ne sont pas des objets tels que nous les voyons tous les jours. Un électron ne peut pas être abîmé, il n’est pas fragile, il est identique aux autres électrons et a exactement les mêmes propriétés des leptons. Une première conclusion est donc que toute considération sur les objets microscopiques qui n'est pas cohérente avec les notions physiques, est « métaphorique » et donc ontologiquement « non sérieuse ». Les quatre arguments du réalisme structurel ontique sont suffisants pour la négation de la proposition de Chakravartty. Il ne s’agit pas de la longueur de la chaîne qui nous unit aux entités microscopiques. 
De l’autre côté, les arguments de French et Ladyman ne sont pas suffisants pour une élimination définitive de la notion d’objet. L’objection principale, c’est-à-dire celle qui met un point final au réalisme structurel ontique dans sa forme extrême, est qu’il est impossible d’avoir des relations sans les relata. Ce sont des relations entre quoi ? Le meilleur candidat pour remplacer l’objet est la propriété relationnelle.
Nous devons maintenant expliquer le réalisme structurel ontique modéré. Celui-ci décompose la vieille notion d’objet en propriété relationnelle et intrinsèque. Le réalisme structurel modéré affirme que maintenir cette dernière est inutile. Les propriétés relationnelles sont suffisantes pour la notion d’objet. Il y a donc une nouvelle conception de l’objet qui ne contient plus les propriétés intrinsèques, mais seulement celles extrinsèques. Les propriétés intrinsèques sont celles qui ne dépendent de rien, qui sont là indépendamment de tout ce qui les entoure. Cela ne peut pas être pour le réalisme structurel modéré. Toutes les propriétés sont relationnelles et tout système dépend de l’interaction à d’autres systèmes. Le système peut être dans ce cas une particule, un champ quantique ou un point de l’espace-temps. 
Le réalisme structurel modéré propose trois arguments pour cette nouvelle conceptualisation de l’objet.
1. L’argument de la cohérence. L’épistémologie et la métaphysique doivent être cohérents. La prémisse de propriétés intrinsèques que nous ne pouvons pas connaître, crée un saut entre les deux. Pour éliminer le saut, il faut accepter que tout ce qui est, peut être connu et qu’il n’y a pas d’obstacles principaux pour la connaissance des relations.
2. L’argument de la parcimonie. Nous sommes obligés de reconnaître les relations dans notre métaphysique, c’est-à-dire qu’il est impossible de réduire les propriétés relationnelles aux propriétés intrinsèques. De l’autre côté, le principe de parcimonie (le rasoir d’Occam) affirme que nous ne devons pas accepter des entités ou des propriétés (intrinsèques) sans nécessité.
3. L’argument empirique de la physique quantique et de certaines considérations sur l’espace-temps. Il s’agit de la généralisation de l’argument de la cohérence. Ni la physique quantique, ni celles qui considèrent l’espace-temps ne nécessitent des propriétés intrinsèques (voir Esfeld et Lam, 2004 et 2006).

Une fois éliminées les propriétés intrinsèques, il reste les propriétés relationnelles. La nouvelle conception de l’objet est : 
a) l’objet a encore un statut ontologique primitif : l’objet a encore un statut ontologique primitif quoiqu'il n’ait aucune propriété intrinsèque ;
b) l’objet et la relation sont interdépendants : il est impossible de considérer les objets comme étant plus fondamentaux que les relations puisque toutes leurs propriétés sont relationnelles, et qu’à l’inverse il est impossible d’avoir des relations sans les relata. Nous ne pouvons ni réduire ni éliminer, ni les relations, ni les relata. Les deux font partie, au même titre, de la totalité ;
c) le relata est défini numériquement : l’individualité n’est pas une propriété qualitative intrinsèque. Elle est purement numérique. La condition d’identité est donnée par une considération numérique. Ni les propriétés intrinsèques, ni celles extrinsèques ne fournissent une identité primitive aux objets.
Le réalisme structurel modéré est le meilleur candidat pour le réalisme structurel jusqu’à présent. 
Pourtant, des questions restent ouvertes, à savoir : 
- quel est le statut des propriétés qui sont à présent considérées comme intrinsèques par la science, telles la charge ou la masse ?
- si le problème de la distinction des différentes relations ne nécessite pas la notion de relata (par exemple il est possible d'utiliser la cardinalité de la relation, exactement comme dans le cas des relata), pourquoi sauver le concept de relata (et donc celui d'objet) ?